# A Ghost Story
A Ghost Story is een Amerikaans fantasydrama uit 2017 dat geschreven en geregisseerd werd door David Lowery. De hoofdrollen worden vertolkt door Rooney Mara en Casey Affleck.

## Verhaal
Een man en een vrouw wonen samen in een klein huis met een oude piano. De vrouw zou graag verhuizen naar een modernere en minder afgelegen woning, maar de man is sterk gehecht aan het huis waar ze nu wonen. Op een nacht komt er een geluid van de piano. Niet veel later komt de man om het leven bij een auto-ongeluk. Terwijl de vrouw zijn lichaam identificeert, stijgt zijn geest op. In de gedaante van een spook volgt hij haar naar hun huis. Daar kijkt het spook minutenlang toe terwijl de vrouw uit verdriet een appeltaart opeet. Wanneer de vrouw op een dag in de deuropening gekust wordt door een man raakt het spook gefrustreerd, waardoor spullen in het huis beginnen te bewegen.
Na verloop van tijd besluit de vrouw het huis te verlaten. Het spook blijft achter en wordt niet alleen geconfronteerd met nieuwe inwoners, waaronder een Spaanstalige moeder en haar twee kinderen, maar ook met andere tijdsperiodes. Zo ziet hij een familie met postkoets arriveren en hoe een moderne wolkenkrabber gebouwd wordt. Ook wordt duidelijk vanwaar het geluid van de piano afkomstig is.

## Rolverdeling
| Acteur             | Personage         |
| ------------------ | ----------------- |
| Rooney Mara        | M                 |
| Casey Affleck      | C                 |
| Will Oldham        | Prognosticator    |
| Sonia Acevedo      | Maria             |
| Rob Zabrecky       | Pioneer Man       |
| Liz Franke         | Linda             |
| Kenneisha Thompson | Doctor            |
| McColm Sephas Jr.  | Little Boy        |
| Grover Coulson     | Man in Wheelchair |
| Barlow Jacobs      | Gentleman Caller  |
| Kesha Sebert       | Spirit Girl       |

## Trivia
- De film begint met een citaat uit het korte verhaal A Haunted House van schrijfster Virginia Woolf.
- Hoofdrolspelers Rooney Mara en Casey Affleck werkten met regisseur David Lowery ook samen aan Ain't Them Bodies Saints (2013).
- De film heeft een beeldverhouding van 4:3, met afgeronde hoeken.